# Zittauer Gebergte

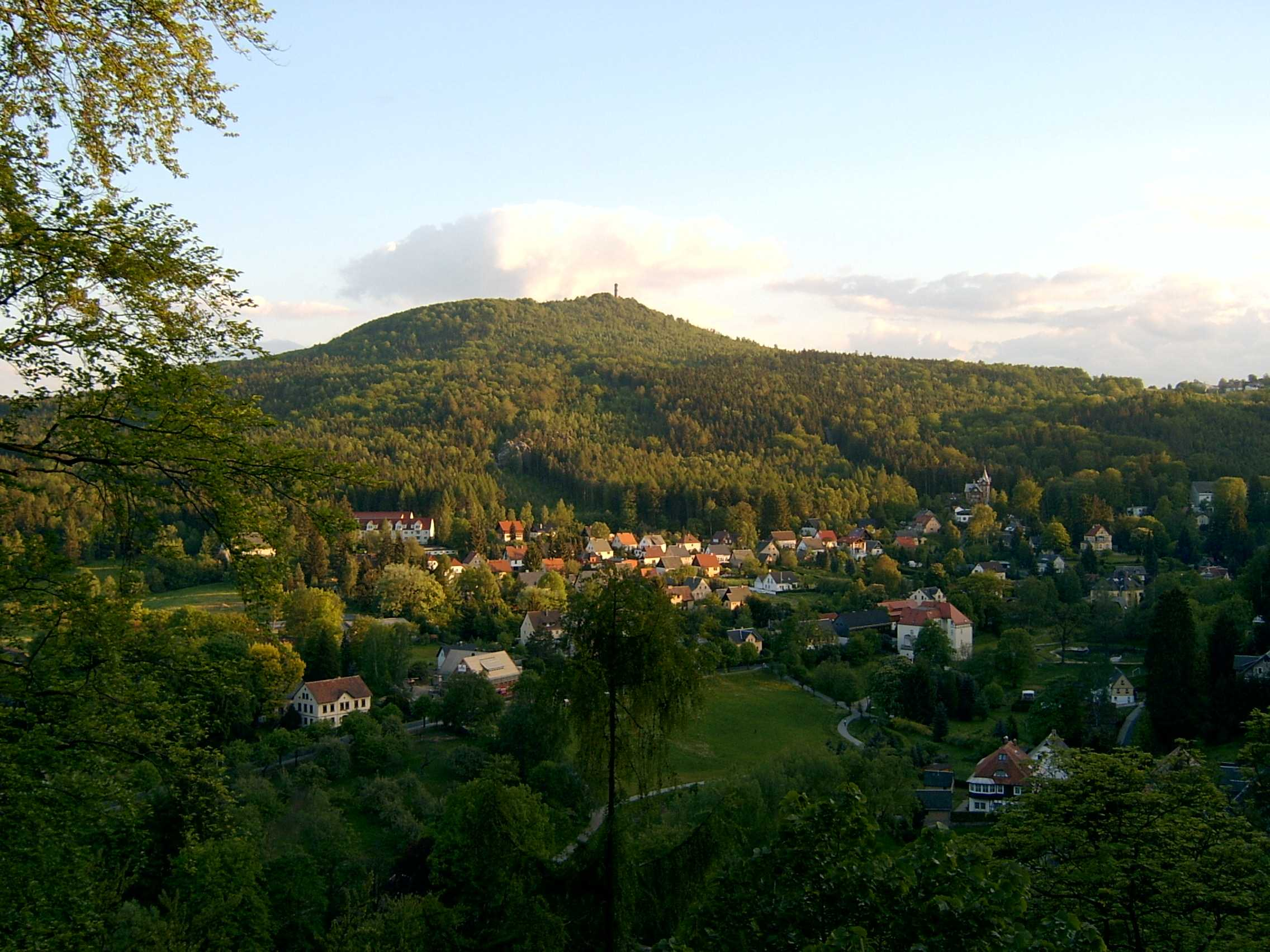
Oybin omringd door bebost berggebied

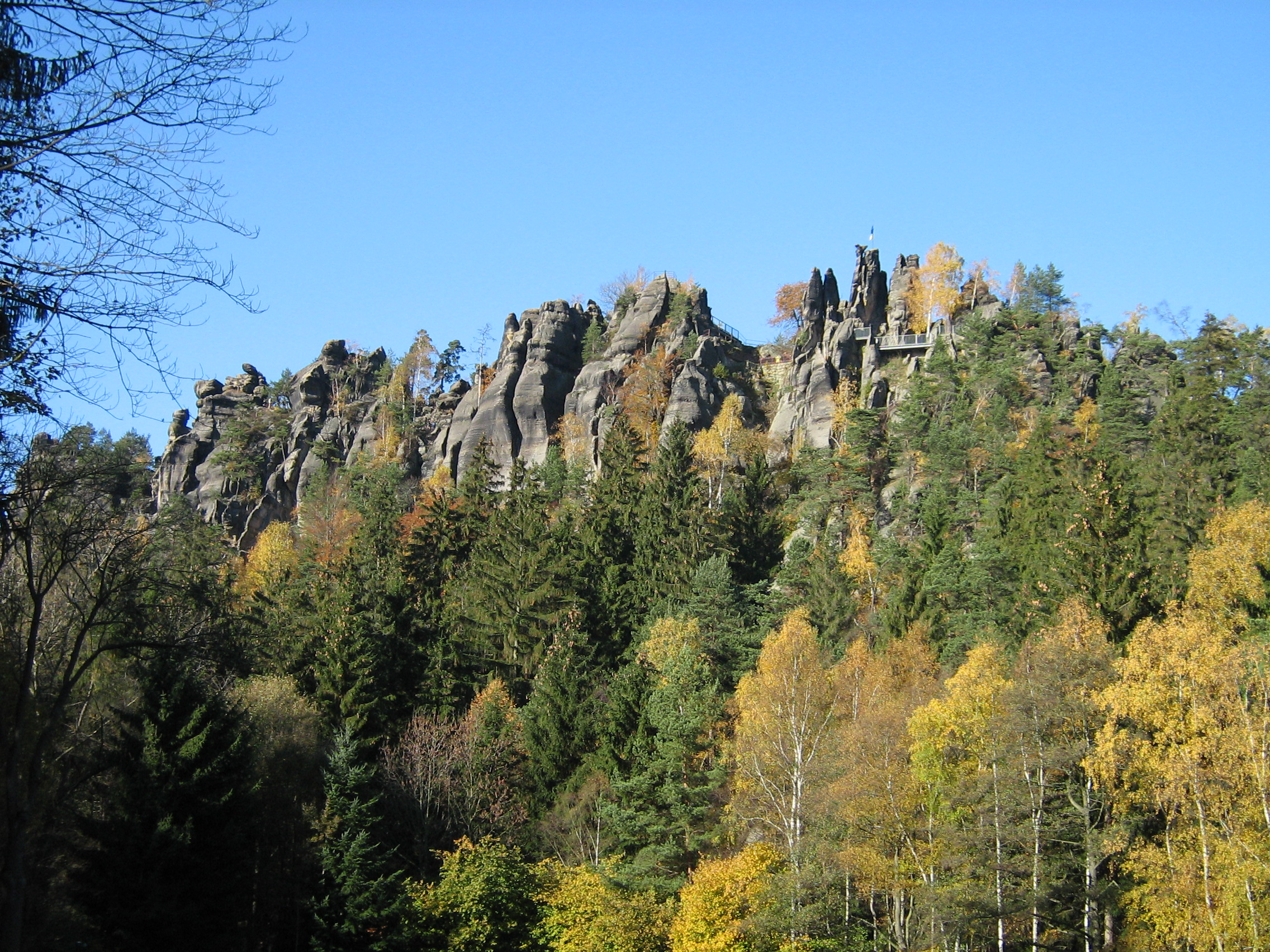
De Nonnenfelsen bij Jonsdorf

Het Zittauer Gebergte of het Zittaugebergte (Duits: Zittauer Gebirge, Tsjechisch: Žitavské hory), voorheen ook de Lausitzer Kam genoemd (Duits: Lausitzer Kamm), is het Duitse deel van het Lausitzer Gebergte dat zich uitstrekt langs de Saksisch-Boheemse grens.

## Ligging
Het Zittauer Gebergte ligt in het uiterste zuidoosten van de Landkreis Görlitz in de Duitse deelstaat Saksen. Enkele kilometers ten noorden van deze bergen liggen meerdere nederzettingen. Van west naar oost zijn dit Großschönau, Hainewalde, Olbersdorf, Bertsdorf-Hörnitz en Zittau. In het gebergte zelf liggen van west naar oost de plaatsen Waltersdorf, Oybin, Jonsdorf en Lückendorf. De afwatering in het Zittauer Gebergte voltrekt zich via enkele stromen die noordwaarts richting de Mandau/Mandava lopen, een westelijke zijrivier van de Neisse.

## Bergen
De hoogste pieken van het Zittauer Gebergte zijn:
- Lausche (Luž; 792,6 meter), gelegen op de Duits-Tsjechische grens ten zuiden van Waltersdorf
- Hochwald (Hvozd; 749,5 meter), gelegen op de Duits-Tsjechische grens, ten zuidzuidwesten van Oybin
- Jonsberg (652,9 meter), oostzuidoostelijk van Jonsdorf
- Buchberg (651,6 meter), westelijk van Jonsdorf
- Töpfer (582 meter), noordoostelijk van Oybin, zuidelijk van Olbersdorf
- Scharfenstein (569,4 meter), ten ooste van Oybin, ten noordnoordwesten van Lückendorf
- Oybin (514,5 meter), ten noorden van Oybin
- Breiteberg (510,1 meter), oostelijk van Großschönau, zuidelijk van Hainewalde

## Vermeldenswaardige locaties
- Kasteel en kloosterruïnes op de berg Oybin
- Mühlsteinbrüche, rotsformaties in Jonsdorf
- Große Felsengasse (´Grote Rotssteeg´)
- Orgel, een rotsformatie in de Jonsdorfer Felsenstadt (rotsstad)
- Kelchstein (´Kalkrots´), een paddenstoelrots
- Nonnenfelsen (´Nonnenrots´) nabij Jonsdorf
- Smalspoorlijn Zittau–Kurort Oybin/Kurort Jonsdorf
- De voor Opper-Lausitz typische Umgebindehäuser, vooral in Waltersdorf, Jonsdorf en Bertsdorf